# Židovský hřbitov v Kozmově ulici
Židovský hřbitov v Kozmově ulici je největším židovským hřbitovem v Budapešti a jedním z největších židovských hřbitovů v Evropě. Nachází se ve východní části města v X. městském obvodu a sousedí s novým městským hřbitovem.

## Historie
Hřbitov byl otevřen v roce 1891 neologickou židovskou obcí a jeho architektem byl Freud Vilmos. Za dobu jeho existence zde bylo pohřbeno více než 300 tisíc lidí. Součástí řady hrobů jsou secesní skulptury, které mnohdy znázorňují lidské postavy. Mezi výstavní patří secesní hrobka rodiny Schmidlů, která je dílem Ödöna Lechnera a Bély Lajty. Na hřbitově, který využívá budapešťská židovská obec, se stále pohřbívá.
Součástí hřbitova je památník deseti tisícům maďarských židovských vojáků, kteří padli během první světové války, vojenský památník dobrovolným vojákům, kteří zahynuli během maďarské revoluce v roce 1849 či památník mučedníkům maďarského holocaustu. Nachází se zde i okresek mučedníků, kde byla v roce 1944 pohřbena židovská výsadkářka a izraelská národní hrdinka Chana Seneš. O šest let později byly její ostatky exhumovány a repatriovány do Izraele, kde byly pohřbeny v Jeruzalémě.

## Fotogalerie

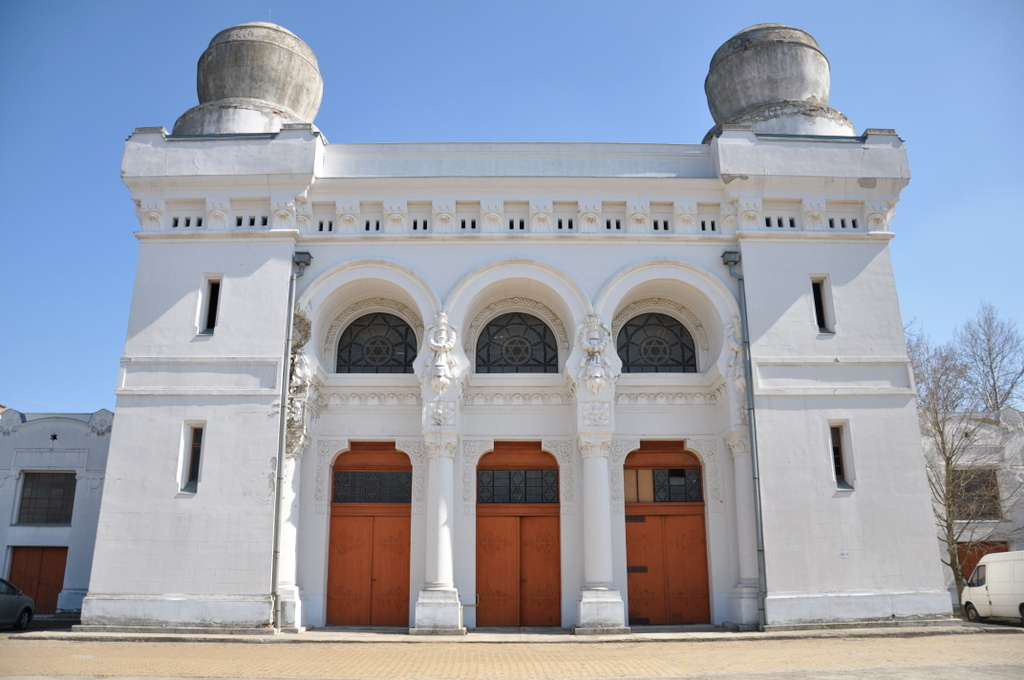
Márnice
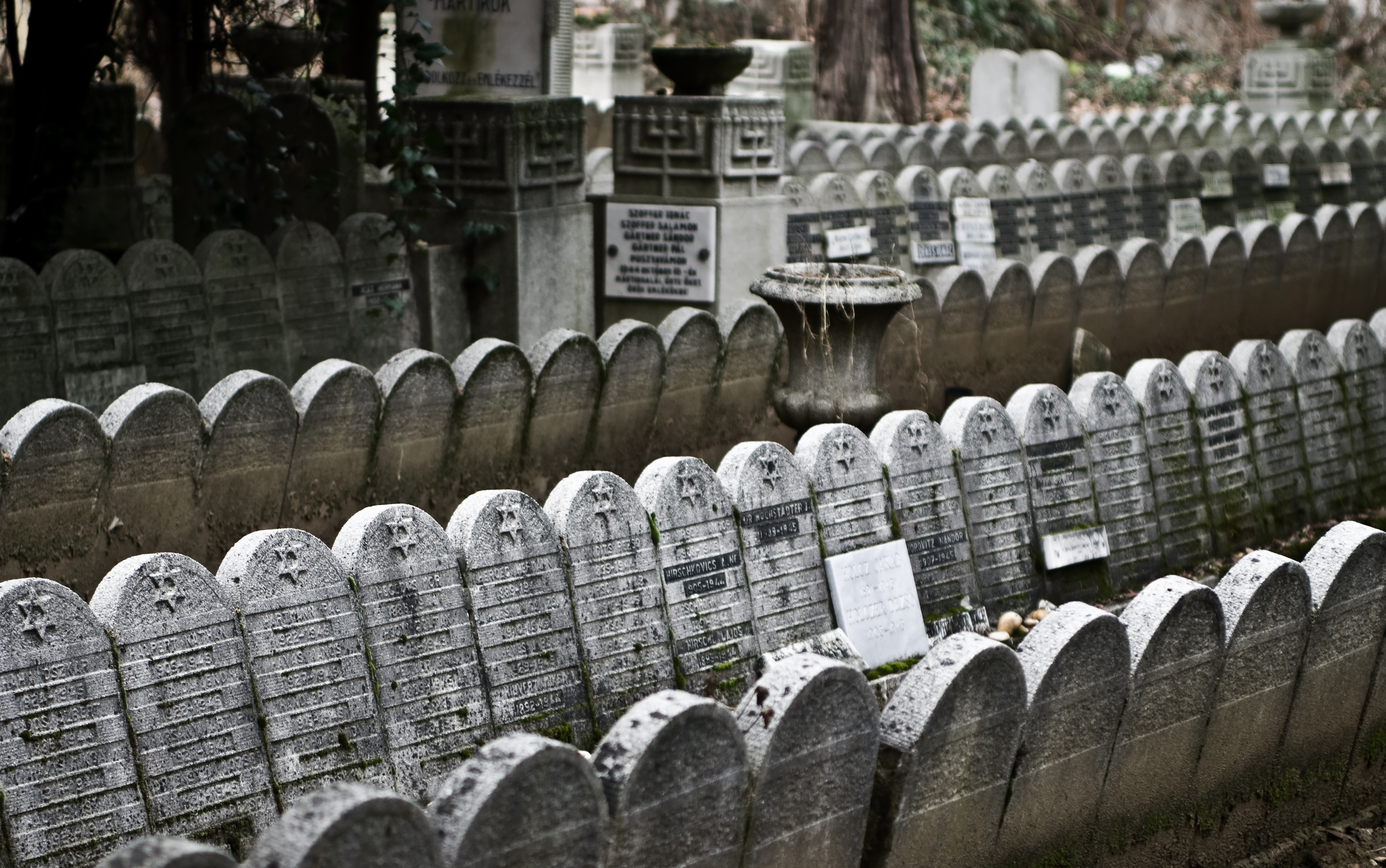
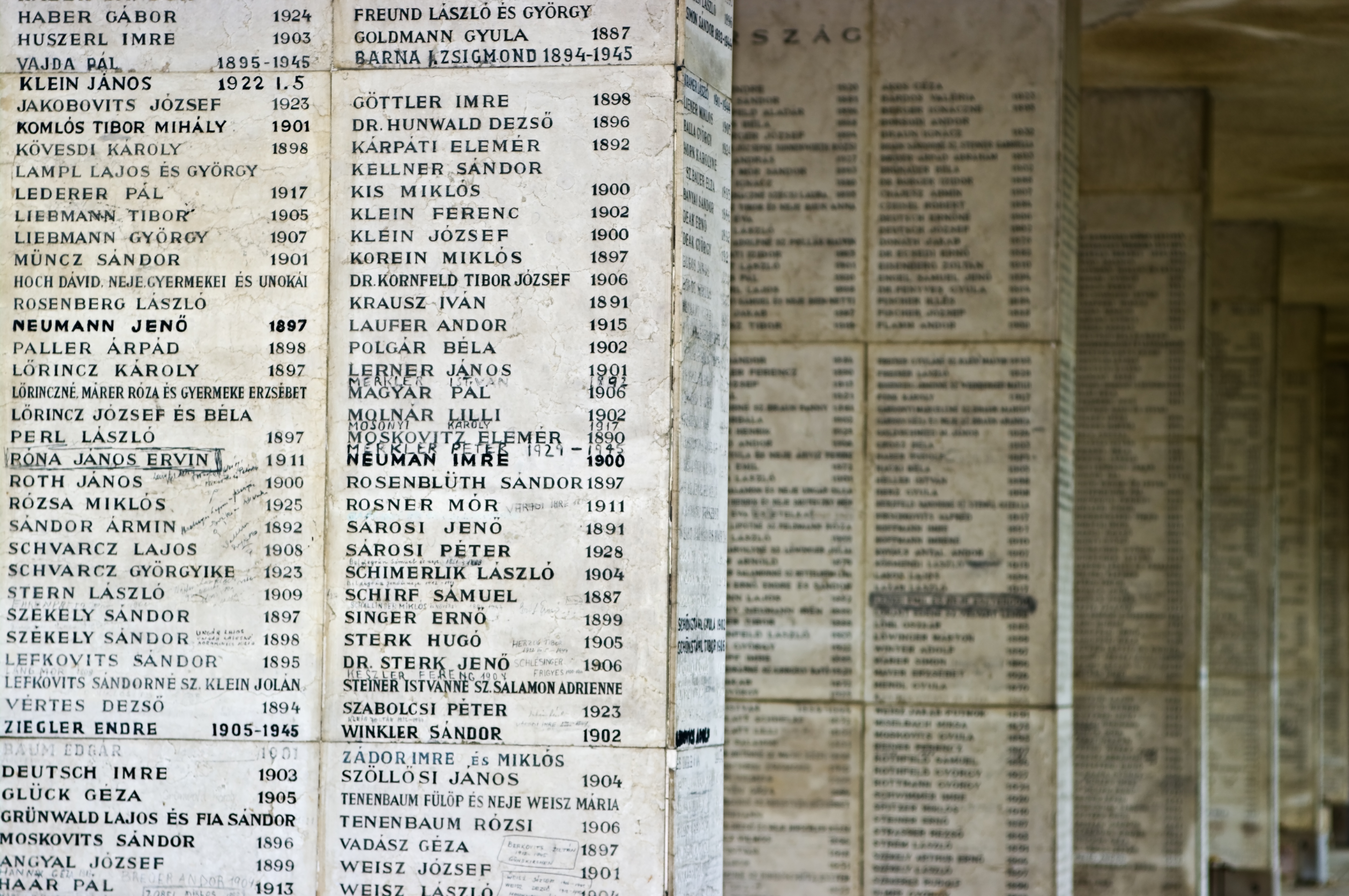
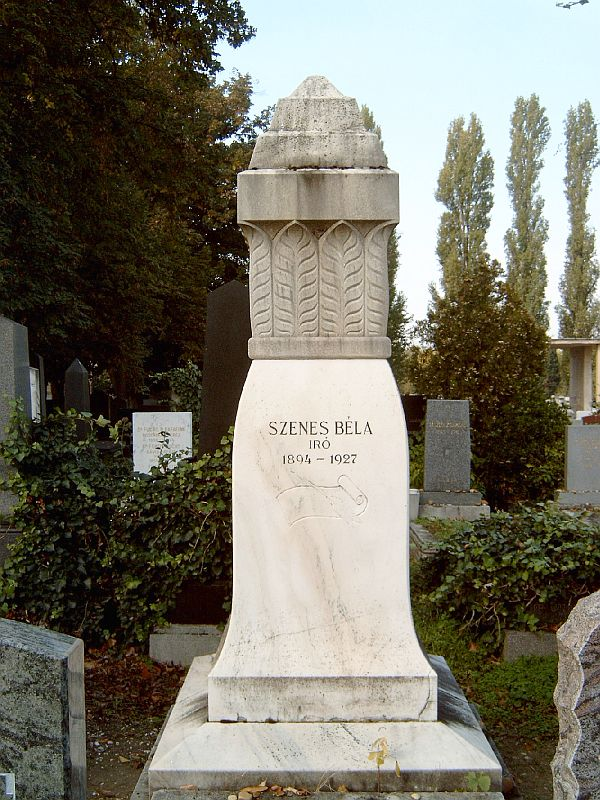
Hrob Bély Szenese